# 第30SS武装擲弾兵師団 (ロシア第2)
第30SS武装擲弾兵師団（ロシア第2）（独: 30. Waffen-Grenadier-Division der SS (russische Nr. 2)）は武装親衛隊の師団である。
1944年夏、バグラチオン作戦をはじめとするソビエト赤軍の度重なる大攻勢により武装親衛隊の兵力不足はこれまでになく深刻なものとなっていた。この緊急事態において、これまで禁忌とされてきたソビエト兵捕虜を兵員とした戦闘部隊創設がついに実現し、ポーランドにおいて個々に後方警備やパルチザン狩りなどを担当していたロシア人義勇兵の諸部隊が集められ警察旅団ジークリングが編成された。旅団は大多数が元ソビエト軍捕虜であるロシア人兵士であり、その他ベラルーシ、ウクライナ、アルメニア、タタール人兵士が所属していたが、幹部は専らドイツ将校が務めていた。
師団はプロイセン東部（1944年8月－9月）、フランス（1944年9月－10月）、ドイツ（1944年10月－12月）でそれぞれ作戦に従事した。1944年9月14日にはウクライナ将兵が大部分を占めていた大隊が反乱を起こし、指揮官であるドイツ人将校を殺害してフランスレジスタンスの一派、FFI（Forces Françaises de l'Intérieur）へ脱走するという事態も発生した。
度重なる戦いで多大な被害を受け、1944年12月の時点で、兵員数は4,400名。彼らは戦線より引き抜かれ、ドイツ・スイス国境へ送られ最終的に部隊の解散が命ぜられた。多くの将校はSS第38擲弾兵師団ニーベルンゲン、信用できない義勇兵はアンドレイ・ウラソフ率いるロシア解放軍へ、信頼できると判断された義勇兵は第30SS武装擲弾兵師団（白ロシア第1）へ異動となった。

## 師団長
| 着任          | 離任           | 階級（当時） | 氏名                 |
| ------------- | -------------- | ------------ | -------------------- |
| 1944年8月18日 | 1944年12月31日 | 親衛隊中佐   | ハンス・ジークリング |